# Dagenham East (metrostation)
Dagenham East is een station van de metro van Londen aan de District Line dat is geopend in 1885.

## Geschiedenis
Het station werd aanvankelijk geopend als een hoofdlijnstation op de London, Tilbury and Southend Railway in 1885 aan een nieuwe tak, de Pitsearoute, die Londen met Southend verbond via een directere route dan de bestaande dienst langs de Theems via Rainham. Dagenham had al een station, Dagenham Dock, aan de bestaande route, ongeveer 2,4 kilometer ten zuiden van de Pitsearoute. Het nieuwe “centraal” station kreeg een stationsgebouw aan de zuidkant van het spoor langs het perron voor de treinen naar Londen. In de periode 1902 – 1905  deden ook stoommetro's van de District Railway (DR), de latere District Line, het station aan via een aansluiting bij Bow. Het station lag in een landelijke omgeving totdat in het interbellum de wijk Becontree werd opgetrokken vlak ten westen van het station. 
In 1905 ging de DR over op elektrische tractie, wat betekende dat de metrodiensten ten oosten van East Ham werden gestaakt. De exploitatie van de London, Tilbury en Southend Railway werd in 1912 overgenomen door de Midland Railway de rechtsvoorganger van de London, Midland and Scottish Railway (LMS). Na de Eerste Wereldoorlog onderzochten DR en LMS de mogelijkheid om de metro weer tot Upminster te laten rijden. Hiertoe werden tussen 1929 en 1932 twee geëlektrificeerde sporen langs de noordrand van de Pitsearoute gelegd en werd het station geheel omgebouwd. Daarnaast werden langs de metrosporen ook nieuwe stations, waaronder Heathway, gebouwd bij de woonwijken die destijds in aanbouw waren. 
De nieuwe stationshal bij Dagenham werd haaks boven de sporen gebouwd langs het viaduct van de kruisende Rainham Road. Het perron voor de treinen staduitwaarts werd verbreed en werd een eilandperron tussen trein en metro. Het extra perron aan de noordkant is deels een eilandperron tussen het metrospoor richting Upminster en een kopspoor aan de noordrand van het station. De perrons kregen nieuwe kappen van metaal en het gebouw uit 1855 werd gesloten zodat er nog nauwelijks onderdelen van de Victoriaanse oorsprong zijn terug te vinden. De elektrische metro doet sinds 12 september 1932 het station aan en het grootste deel van het reizigersvervoer kwam sindsdien voor rekening van de metro. In juli 1933 werd het OV in Londen genationaliseerd in de London Passenger Transport Board die de district railway in District Line omdoopte, het station zelf bleef echter eigendom van LMS. In 1948 werd het eigendom van British Railways bij de nationalisatie van de Britse spoorwegen.  
Op 1 mei 1949 kreeg Heathway de toevoeging Dagenham en Dagenham werd omgedoopt in Dagenham East. De elektrificatie van de Pitsearoute met bovenleiding kwam in 1962 gereed en was aanleiding om de treindiensten naar Dagenham East te staken. Sindsdien rijden de treinen op de Pitsearoute zonder stoppen voorbij en voorziet de metro in het reizigersvervoer. In 1969 werd het station eigendom van de London Underground.

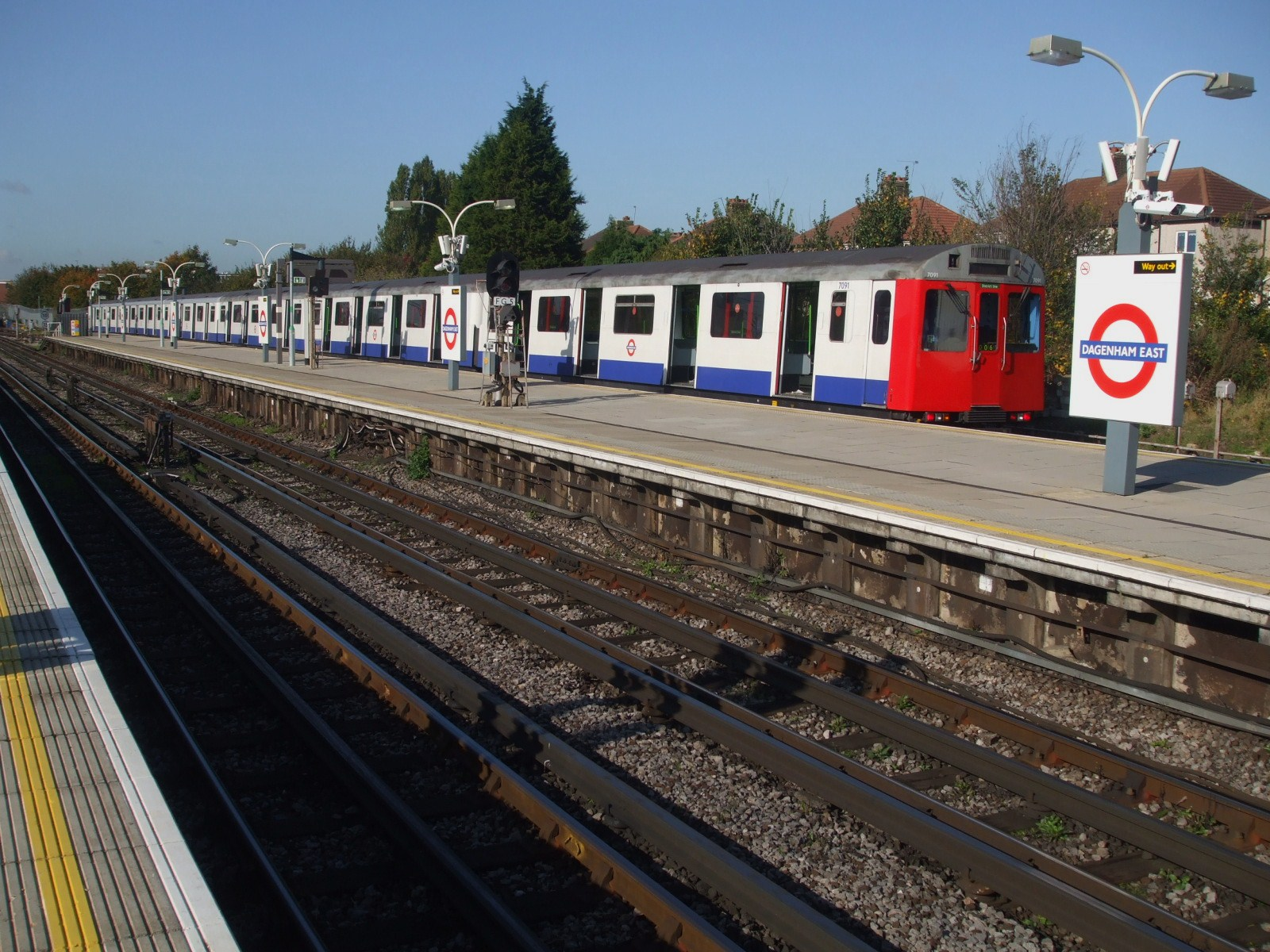
Een metro op het kopspoor en op de voorgrond de doorgaande sporen en perrons.
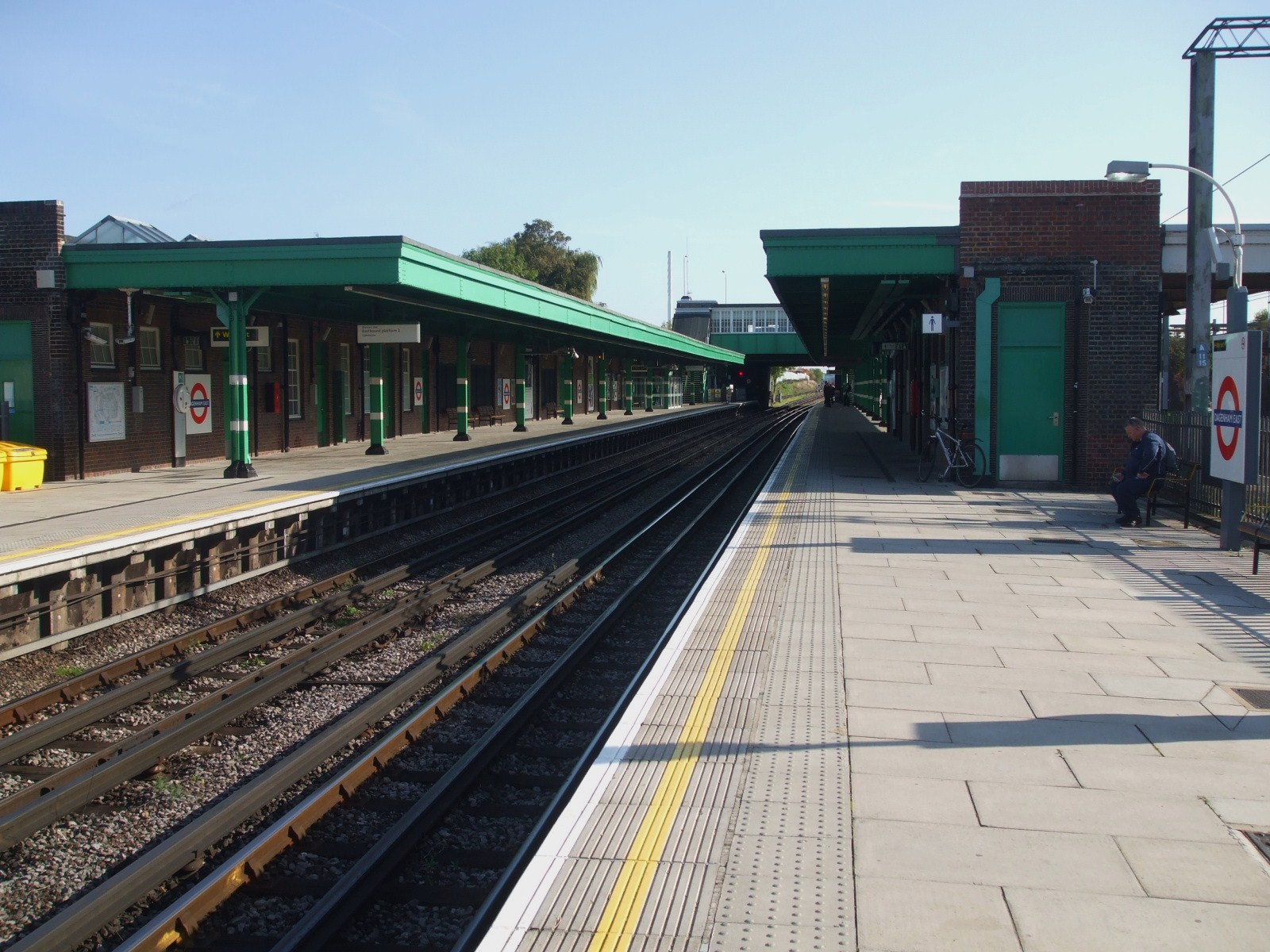
Het station, met perronkappen in District line groen, na het groot onderhoud van 2006.
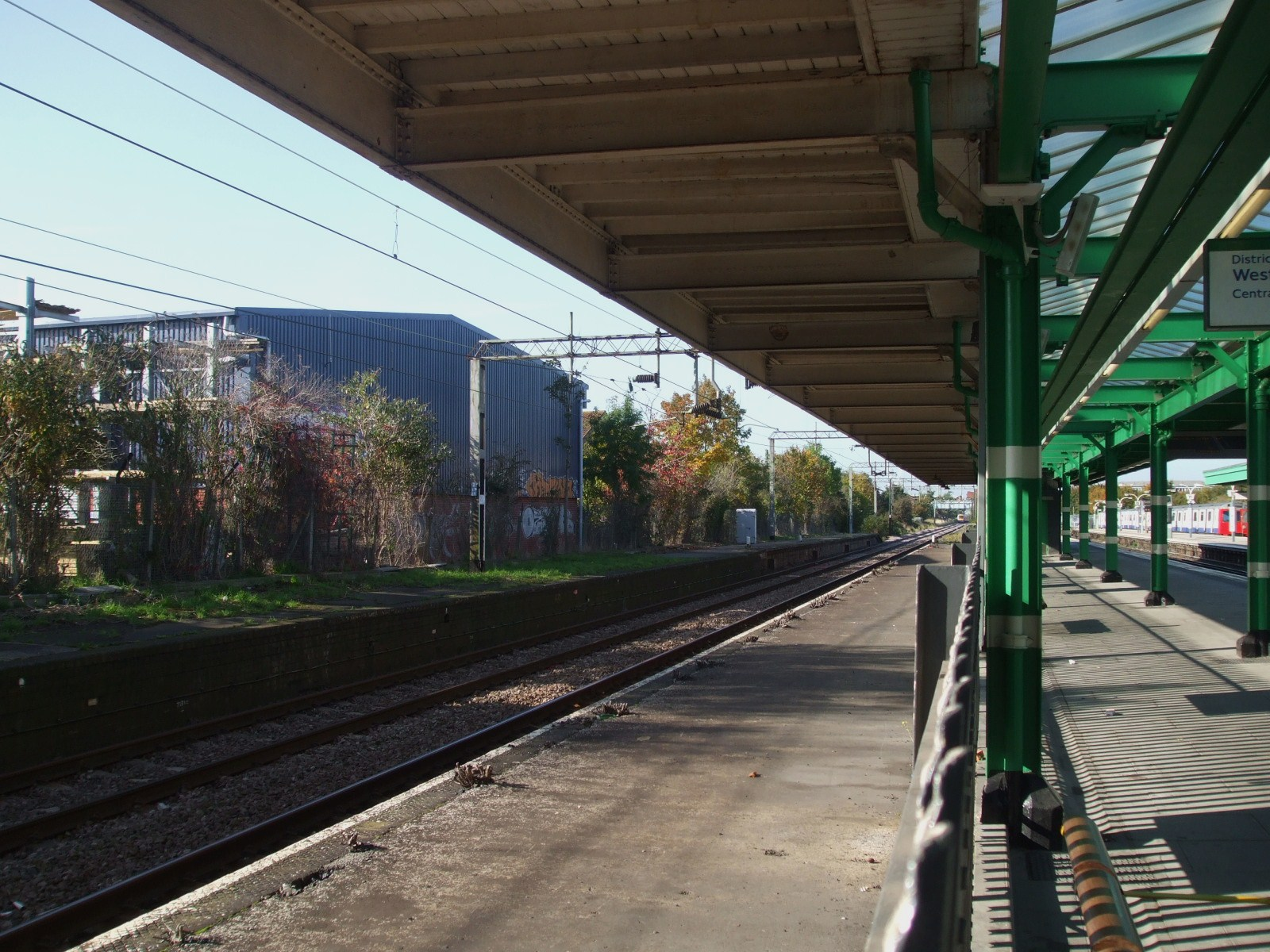
De perrons langs de Pitsearoute die sinds 1962 buiten gebruik zijn.

## Ligging en inrichting
Het station bedient Eastbrookend Country Park in het noordoosten. Ten noorden van het station ligt een industrieterrein en het Victoria Road-stadion. In het zuiden liggen overwegend woonwijken, waaronder het historische dorp Dagenham. Upminster ligt 6,4 kilometer naar het oosten en in westelijke richting is het 27,8 kilometer naar Earl's Court waar de District line zich vertakt. Het station kent een matige reizigersstroom voor een voorstadsstation met ongeveer 3 miljoen uit/instappers per jaar.
Het station werd in 2006 gerenoveerd door Metronet als onderdeel van een reeks verbeteringen aan de Londense metro. Deze werken omvatten de installatie van cameratoezicht, de plaatsing van hulpzuilen  voor reizigers die verbonden zijn met een meldkamer, een nieuw omroepsysteem, elektronische informatieschermen op de perrons en in de stationshal, en de bouw van nieuwe afgesloten wachtruimtes. Ov-poortjes zorgen voor de toegangscontrole naar de twee perrons. Het zuidelijke perron is aan de zuidkant met een hek afgezet, het noordelijke perron kent een kopspoor waar spitsdiensten kunnen keren en daarna via overloopwissels weer op het goede spoor terug te kunnen naar het centrum. 

## Reizigersdiensten
Het station bevindt zich in tariefzone 5 van Londen en de metro rijdt van ongeveer 05:00 tot 23:45 uur naar het centrum en van ongeveer 06:00 tot 01:30 uur naar Upminster. Tijdens de daluren rijden de metro's om de vijf minuten in beide richtingen, in de spits rijden er enkele metro's treinen via Earl's Court naar Wimbledon. De reistijd naar Upminster bedraagt tien minuten; naar Barking is het tien minuten en naar Tower Hill is het ongeveer 34 minuten.
Barking en Dagenham London Borough Council heeft voorgesteld om de perrons langs de treinsporen te heropenen om een overstap op de c2c-diensten mogelijk te maken, in verband met de herontwikkeling van Barking Riverside ten zuiden van het station.